# Temze-gát

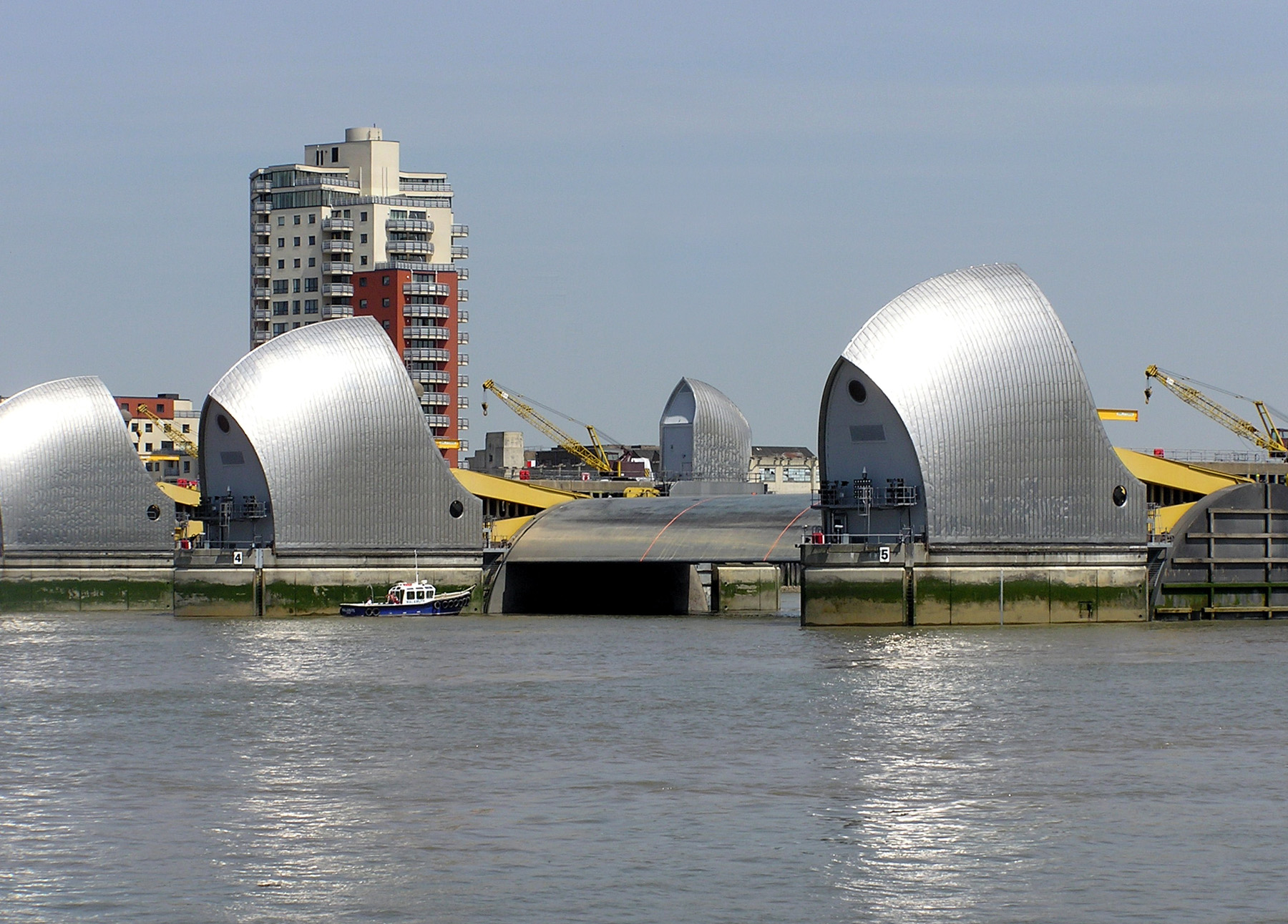
A Temze-gát karbantartás közben

A Temze-gát (angolul Thames Barrier) egy árvíz elleni létesítmény az angliai Temze folyón. A gát 1974 és 1984 között épült Woolwich Reach-nél. Használatára először 1983-ban került sor. A Temze-gát a világ második legnagyobb mozgatható gátja. (A legnagyobb a holland Maeslantkering.)
A gát London belvárosától nem messze, a folyón lefelé található. Megakadályozza London elárasztását abban az esetben, ha egy kivételesen magas hullám érkezik a tenger felől. A gátat csak a hullám idejére szükséges bezárni. Amint a hullámok elcsendesednek a kapukat le lehet ereszteni, kiengedve a gát mögött felgyülemlett víztömeget.

## Jellemzői
A Temze-gát a folyó egy 523 méter széles szakaszán épült. A gát 9 kapuja és két további pillére négy 61 méter és két 10 méter széles hajózható, valamint négy nem hajózható ágra osztja a Temzét. A nyílások között keresztben elhelyezkedő kapuk alakja íves. Ezeket elforgatva zárják el a folyón a víz útját. Karbantartás alkalmával a kapuk teljesen kiemelhetők a vízből. A kapuk acélból készültek, belsejük üreges. Ha leeresztik őket, megtelnek vízzel, felemelkedéskor pedig levegővel. A középső négy kapu a legnagyobb. Súlyuk 3500 tonna, hosszuk 67 méter és magasságuk körülbelül 11 méter.
1990 előtt a gátat évente átlagosan egy-két alkalommal zárták. Azonban 1990 óta ez a szám évente négy alkalomra nőtt. 2003-ban 14 egymást követő hullámot fogott fel a gát. 2007. november 9-én egy északi tengeri vihar következtében két alkalommal is le kellett zárni a kapukat.

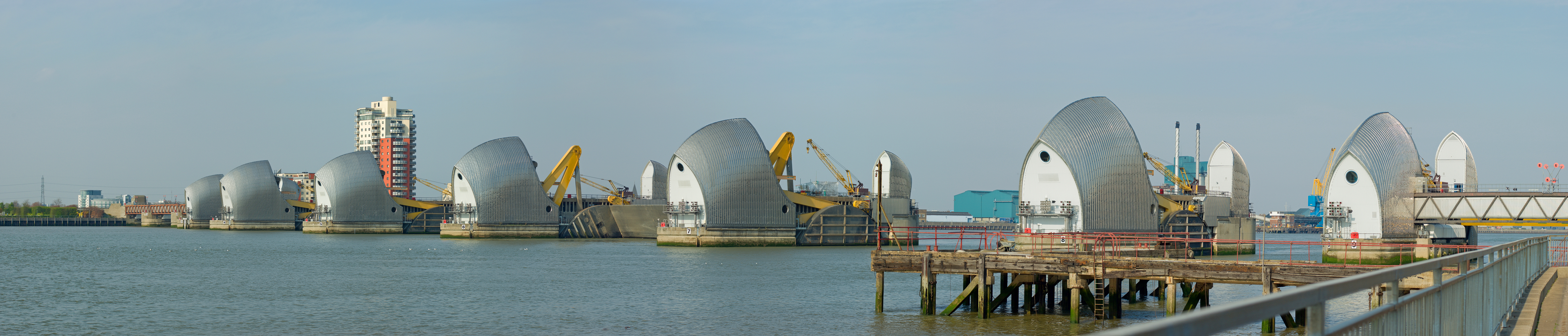

## Fordítás
- Ez a szócikk részben vagy egészben  a   Thames Barrier című angol Wikipédia-szócikk fordításán alapul.  Az eredeti cikk szerkesztőit annak laptörténete sorolja fel. Ez a jelzés csupán a megfogalmazás eredetét és a szerzői jogokat jelzi, nem szolgál a cikkben szereplő információk forrásmegjelöléseként.